# 普惠PT6
普拉特 & 惠特尼 加拿大 PT6是最常见的一类涡桨航空发动机。由普拉特·惠特尼加拿大公司研制。从1963年至2016年，累计交付51 000台，4亿飞行小时。2016年的飞行停机率为间隔651 126小时一次。 
PT6A覆盖580、1,940 shp（430、1,450 kW）；PT6B/C是用于直升机的涡轴发动机。

## 开发
1956年，普惠加拿大总裁Ronald Riley指示发动机经理Dick Guthrie建立一支涡桨发动机设计团队，准备活塞式普惠黄蜂系列发动机的升级换代产品。从加拿大国家研究委员会与奥伦达发动机公司招募工程师。1958年，由普拉特·惠特尼加拿大的12名引擎工程师组成的团队在加拿大开始研制第一款小型涡轮引擎 PT6，预期功率450轴马力。1960年2月首次运行。1961年5月30日装在Beech 18飞机首飞。首个全性能成品在1963年下线，1963年获得适航证。1964年交付给了客户，首个装机机型比奇空中女王。并吸引美国军方订货后，开启了比奇空中国王机型，累计生产超过7,000架。
从1963年到2016年，功重比改进了50%，有效燃油消耗率（比油耗）改进了20%，总压比达到了14:1。

## 设计

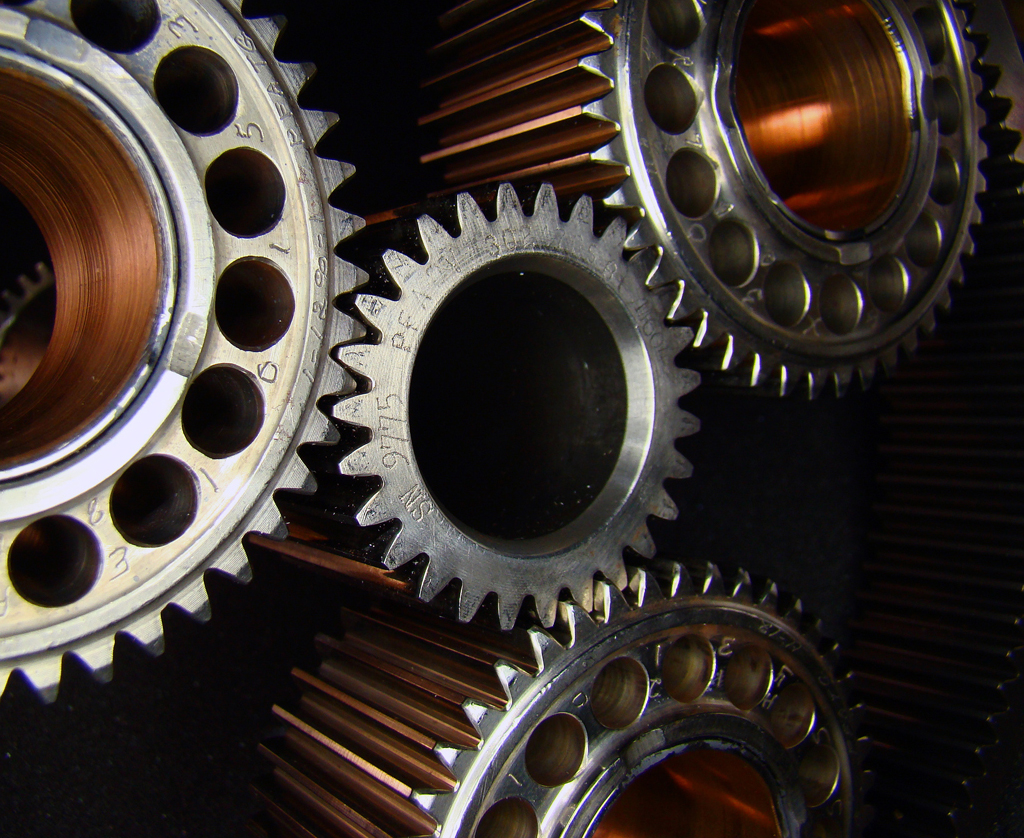
PT6减速齿轮

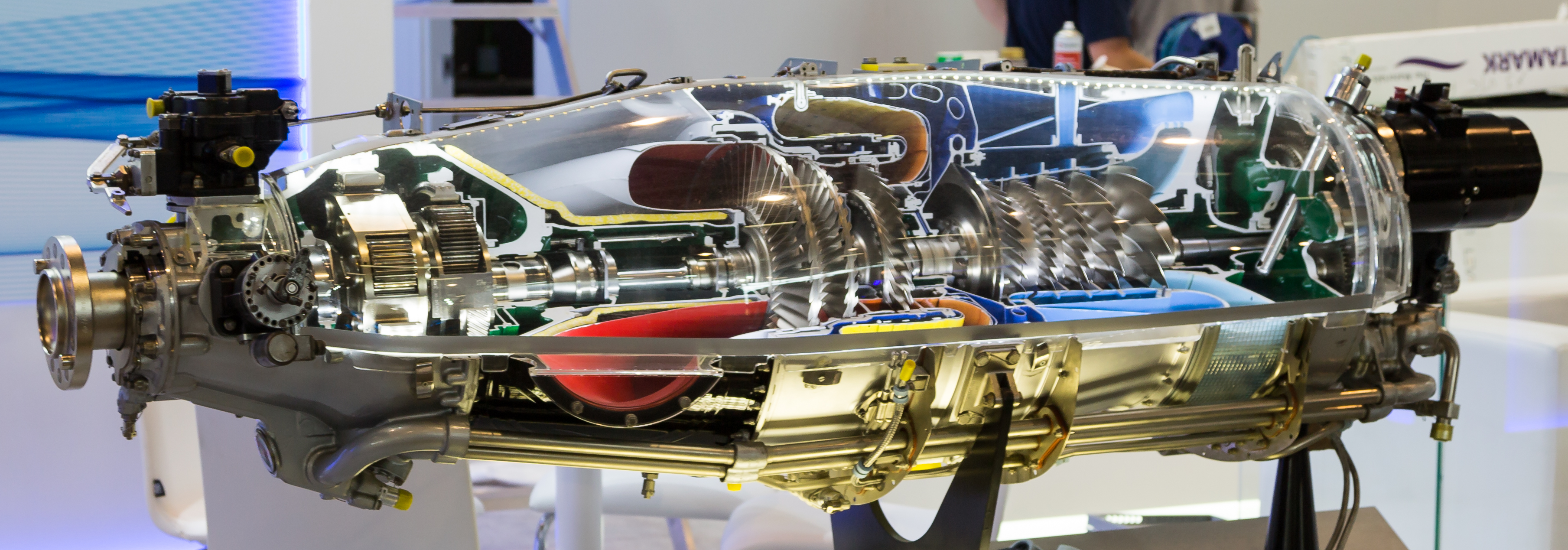
PT6的结构图

由容易分离维护的两部分组成：涡轮机与自由涡轮。 低压轴流式压缩机在中小功率版本有3级，在大功率版本有4级。单级离心式压缩机后，通过折叠型环形燃烧室，高压燃气再通过单级高压涡轮（转速45,000 rpm）。然后流经动力涡轮（约30,000 rpm），对于小型版本为单级，对于大中型版本为两级。涡桨发动机使用两级的行星输出减速齿轮箱，驱动螺旋桨转速1,900 到 2,200 rpm。发动机尾气通过两个侧向的排气口。 

## 规格(PT6A-6)
数据来源： Jane's 62-63,

### 概况
- 类型： 涡轮
- 长度： 62英寸（1,575 mm）
- 直径： 19英寸（483 mm）
- 淨重： 270磅（122.47）

### 组件
- 压缩机： 3级轴流 + 1级离心压缩机
- 燃烧室： annular reverse-flow with 14 Simplex burners
- 涡轮： 1级高压涡轮 + 1级自由涡轮
- 燃料类型： 航空煤油MIL-F-5624E / JP-4 / JP-5

### 性能
- 最大功率： 578 hp（431 kW）等效于起飞时 2,200 rpm
- 总压比： 6.3:1
- 燃料消耗率： 0.67 lb/hph (0.408 kg/kWh)
- 功率重量比： 2.14 hp/lb (3.52 kW/kg)